# Єне Дальнокі
Єне Дальнокі (також Єньо Дальнокі, угор. Dalnoki Jenő, нар. 12 грудня 1932, Будапешт — пом. 4 лютого 2006, Будапешт) — угорський футболіст, що грав на позиції захисника за клуб «Ференцварош» і національну збірну Угорщини. По завершенні ігрової кар'єри — футбольний тренер.
Володар Кубка ярмарків. У складі збірної — олімпійський чемпіон.

## Клубна кар'єра
Народився 12 грудня 1932 року в місті Будапешт. Вихованець футбольної школи клубу «Ференцварош». Дорослу футбольну кар'єру розпочав 1950 року в основній команді того ж клубу, кольори якої і захищав протягом усієї своєї кар'єри гравця, що тривала цілих сімнадцять років. У складі клубу провів 283 матчі в чемпіонаті Угорщини. У складі «Ференцвароша» став дворазовим чемпіоном країни та володарем кубку Угорщини. Разом із клубом став володарем Кубку Ярмарків у 1965 року.

## Виступи за збірну
1952 року дебютував в офіційних матчах у складі національної збірної Угорщини у переможному матчі зі збірною Польщі. Протягом кар'єри у національній команді, яка тривала 10 років, провів у формі головної команди країни лише 14 матчів.
У складі збірної був учасником футбольного турніру на Олімпійських іграх 1952 року у Гельсінкі, здобувши того року титул олімпійського чемпіона, футбольного турніру на Олімпійських іграх 1960 року в Римі, на якому команда здобула бронзові нагороди.

## Кар'єра тренера
Розпочав тренерську кар'єру, повернувшись до футболу після невеликої перерви, 1970 року, очоливши тренерський штаб клубу «Ференцварош», у якому Єне Дальнокі працював із нетривалими перервами як головний тренер до 1987 року. У 1982—1984 роках Дальнокі очолював футбольний клуб «Татабанья».
Як тренер привів до перемоги «Ференцвароша» у чемпіонаті Угорщини в 1976 році та тричі у кубку Угорщини. Єне Дальнокі вивів свій клуб до фіналу Кубка володарів кубків 1975, в якому угорський клуб поступився київському «Динамо».
Помер 4 лютого 2006 року на 74-му році життя у місті Будапешт.

## Титули і досягнення

### Як гравця
- Олімпійський чемпіон: 1952
- Бронзовий олімпійський призер: 1960
- Чемпіон Угорщини (2):

«Ференцварош»: 1962-63, 1964
- Володар Кубка Угорщини (1):

«Ференцварош»: 1957-58
- Володар Кубка Ярмарків (1):

«Ференцварош»: 1964-65

### Як тренера
- Чемпіон Угорщини (1):

«Ференцварош»: 1975-76
- Володар Кубка Угорщини (3):

«Ференцварош»: 1973-74, 1975-76, 1977-78